# غليون (قرية)
غليون هي قرية في بلدية مونترو في كانتون فود، سويسرا. تقع القرية على مساحة 700 متر مربع، تطل على بحيرة جنيف.
جعل موقع هذه القرية في مونترو منها وجهة سياحية في القرن التاسع عشر.
تشتهر مدينة غليون بأنها المقر الأول لمدرسة الضيافة التابعة لمعهد غليون للتعليم العالي.